# 久々野町立渚中学校
久々野町立渚中学校（くぐのちょうりつ なぎさちゅうがっこう）は、岐阜県大野郡久々野町（現・高山市）に存在した公立中学校。

## 概要
- 大野郡久々野町の南部の中学校であり、渚小学校に併設されていた。1960年、久々野中学校〈旧〉、大西中学校と統合し、久々野中学校の新設により廃校。
- 校舎は久々野中学校渚分教室として使用された後、渚小学校の施設として使用された。

## 沿革
- 1947年（昭和22年）4月 - 久々野村立渚中学校として開校。渚小学校に併設。
- 1949年（昭和24年）7月 - 従来の小学校校舎を増築し、教室を確保する。
- 1951年（昭和26年）4月1日 - 久々野村が町制施行し、久々野町となる。同時に久々野町立渚中学校に改称する。
- 1952年（昭和27年） - 久々野町の3つの中学校（久々野中学校・大西中学校・渚中学校）の統合が計画される。
- 1959年（昭和34年）7月21日 - 町議会で統合中学校の建設が議決される。
- 1960年（昭和35年）4月1日 - 久々野中学校〈旧〉、大西中学校、渚中学校を統合し、久々野中学校の新設により廃校。旧・渚中学校の校舎は久々野町立久々野中学校渚分教室となる。
- 1962年（昭和37年）11月27日 - 久々野中学校の統合校舎が完成。渚分教室を廃止。